# Prosačov
Prosačov est un village de Slovaquie situé dans la région de Prešov.

## Histoire
Première mention écrite du village en 1363.

## Démographie

### Évolution de la population
| Année:               | 1994. | 2004.    | 2014.    | 2024.   |
| -------------------- | ----- | -------- | -------- | ------- |
| Nombre de personnes: | 154   | 201      | 235      | 228     |
| Différence:          |       | +30,51 % | +16,91 % | -2,97 % |

| Année:               | 2023. | 2024.   |
| -------------------- | ----- | ------- |
| Nombre de personnes: | 215   | 228     |
| Différence:          |       | +6,04 % |